# Ooencyrtus ooii
Ooencyrtus ooii är en stekelart som beskrevs av John S. Noyes 1991. Ooencyrtus ooii ingår i släktet Ooencyrtus och familjen sköldlussteklar. Inga underarter finns listade i Catalogue of Life.